# مالاکیسی
مالاکیسی (به لاتین: Malakisi) یک منطقهٔ مسکونی در کنیا است که در شهرستان بونگوما واقع شده‌است. مالاکیسی ۴٬۳۱۹ نفر جمعیت دارد و ۱۳۴۴ متر بالاتر از سطح دریا واقع شده‌است.